# TASTE LOCAL
TASTE LOCAL（テイストローカル）は、宿泊施設や飲食店の美味しい味を自宅でたのしめるECサービス、オンラインセレクトショップである。2020年4月10日に『Relux』運営のLoco Partners創業社長 篠塚孝哉が創業した。

## 概要
『Relux』運営のLoco Partners創業社長 篠塚孝哉が創業したオンラインセレクトショップ。「地域のごちそうを、食卓で。」をコンセプトに掲げ、全国の宿泊施設・飲食店で提供されている名物料理やお土産を掲載し、自宅で手軽に楽しめるごちそうを販売する。新型コロナウイルス感染症の影響で、宿泊施設が経営危機に直面し準備していた食品や材料が廃棄される状況を目の当たりにし、Relux立ち上げの経験を活かし1週間ほどでサービスをオープンさせた。